# Elisabeth Müller-Luckner
Elisabeth Müller-Luckner (* um 1950) ist eine deutsche Historikerin und Heimatforscherin.

## Leben
Müller-Luckner wurde 1979 am Fachbereich Geschichts- und Kunstwissenschaften der Ludwig-Maximilians-Universität München bei Karl Bosl mit einer Arbeit zum Thema Herrschaftsbildende Kräfte und Herrschaftsformen im historischen Raum des ehemaligen Landkreises Nabburg promoviert. Ihre Dissertation erschien 1981 als Heft 50 beim Historischen Atlas von Bayern. Seit 1991 ist Müller-Luckner Mitarbeiterin beim Historischen Kolleg in München. Als Redakteurin besorgt sie die Herausgabe der Jahrbücher, der Tagungen, der Kolloquien und sonstigen Schriften des Historischen Kollegs.

## Bücher (Auswahl)

### Als Verfasserin
- Historisches Kolleg, 2014, (online)
- Nabburg, Historischer Atlas von Bayern, Teil Altbayern, Heft 50, München 1981, ISBN 3-7696-9915-7.

### Als Redakteurin und Herausgeberin
- als Hrsg. Hans Conrad Peyer: Gastfreundschaft, Taverne und Gasthaus im Mittelalter (= Schriften des Historischen Kollegs. Kolloquien. Band 3). Oldenbourg, München/Wien 1983, ISBN 978-3-486-51661-6.
- (mit Heinrich August Winkler): Die deutsche Staatskrise 1930–1933: Handlungsspielräume und Alternativen. Oldenbourg, München 1992, ISBN 3-486-55943-5.
- Heilige Kriege: Religiöse Begründungen militärischer Gewaltanwendung: Judentum, Christentum und Islam im Vergleich. De Gruyter, 2019, ISBN 978-3-486-58848-4.
- Das römisch-deutsche Reich im politischen System Karls V. De Gruyter, 2018, ISBN 978-3-486-51371-4.
- Der Koran und sein religiöses und kulturelles Umfeld. De Gruyter, 2016, ISBN 978-3-11-044650-0.
- Die Berliner Universität im Kontext der deutschen Universitätslandschaft nach 1800, um 1860 und um 1910. De Gruyter, 2016, ISBN 978-3-11-044667-8.
- Die deutsche Nation im frühneuzeitlichen Europa: Politische Ordnung und kulturelle Identität? De Gruyter, 2016, ISBN 978-3-11-044671-5.
- Eine politische Kultur (in) der Krise?: Die "letzte Generation" der römischen Republik. De Gruyter, 2016, ISBN 978-3-11-044652-4.
- Intellektuellen-Götter: Das religiöse Laboratorium der klassischen Moderne. De Gruyter, 2016, ISBN 978-3-11-044636-4.
- Konfessioneller Fundamentalismus: Religion als politischer Faktor im europäischen Mächtesystem um 1600. De Gruyter, 2016, ISBN 978-3-11-044648-7.
- Selbstzeugnisse in der Frühen Neuzeit: Individualisierungsweisen in interdisziplinärer Perspektive. De Gruyter, 2016, ISBN 978-3-11-044644-9.
- Text und Kontext: Fallstudien und theoretische Begründungen einer kulturwissenschaftlich angeleiteten Mediävistik. De Gruyter, 2016, ISBN 978-3-11-044634-0.
- Verfeinertes Sehen: Optik und Farbe im 18. und frühen 19. Jahrhundert. De Gruyter, 2016, ISBN 978-3-11-044638-8.
- Wirtschaftsgeschichte der mittelalterlichen Juden: Fragen und Einschätzungen. De Gruyter, 2016, ISBN 978-3-11-044649-4.
- Deutschland und Italien 1860–1960: Politische und kulturelle Aspekte im Vergleich. De Gruyter, 2009, ISBN 978-3-486-59413-3.
- GegenErinnerung: Geschichte als politisches Argument im Transformationsprozeß Ost-, Ostmittel- und Südosteuropas. De Gruyter, 2009, ISBN 978-3-486-59635-9.
- Naturrecht und Staat: Politische Funktionen des europäischen Naturrechts (17.-19. Jahrhundert). De Gruyter, 2009, ISBN 978-3-486-59467-6.
- Reformen im rheinbündischen Deutschland. De Gruyter, 2009, ISBN 978-3-486-59415-7.
- Strukturmerkmale der deutschen Geschichte des 20. Jahrhunderts. De Gruyter, 2009, ISBN 978-3-486-59472-0.
- Wege mystischer Gotteserfahrung. Mystical Approaches to God: Judentum, Christentum und Islam. Judaism, Christianity, and Islam. De Gruyter, 2009, ISBN 978-3-486-59471-3.
- Zwischen "nationaler Revolution" und militärischer Aggression: Transformationen in Kirche und Gesellschaft während der konsolidierten NS-Gewaltherrschaft (1934–1939). De Gruyter, 2009, ISBN 978-3-486-59613-7.
- Jahrbuch des Historischen Kollegs: 2007. De Gruyter, 2008, ISBN 978-3-486-58489-9.